# Alvord (Texas)
Alvord es un pueblo ubicado en el condado de Wise en el estado estadounidense de Texas. En el Censo de 2010 tenía una población de 1.334 habitantes y una densidad poblacional de 338,19 personas por km².

## Geografía
Alvord se encuentra ubicado en las coordenadas 33°21′25″N 97°41′46″O / 33.35694, -97.69611. Según la Oficina del Censo de los Estados Unidos, Alvord tiene una superficie total de 3.94 km², de la cual 3.94 km² corresponden a tierra firme y (0%) 0 km² es agua.

## Demografía
Según el censo de 2010, había 1.334 personas residiendo en Alvord. La densidad de población era de 338,19 hab./km². De los 1.334 habitantes, Alvord estaba compuesto por el 92.43% blancos, el 0.9% eran afroamericanos, el 0.82% eran amerindios, el 0.3% eran asiáticos, el 0% eran isleños del Pacífico, el 4.35% eran de otras razas y el 1.2% pertenecían a dos o más razas. Del total de la población el 9.22% eran hispanos o latinos de cualquier raza.